# Konstantin Tatranow
Konstantin Tatranow (russisch Константин Татранов, englische Transkription Konstantin Tatranov; * 1. November 1972) ist ein ukrainischer Badmintonspieler.

## Karriere
Konstantin Tatranov gewann in seiner Heimat mehrere nationale Titel. International siegte er bei den Slovak International und dem Volant d’Or de Toulouse. 1995, 1997, 1999 und 2001 nahm er an den Badminton-Weltmeisterschaften teil.

## Sportliche Erfolge
| Saison | Veranstaltung                  | Disziplin    | Platz | Name                                       |
| ------ | ------------------------------ | ------------ | ----- | ------------------------------------------ |
| 1995   | Slovak International           | Herrendoppel | 1     | Valerij Strelcov / Konstantin Tatranov     |
| 1996   | Ukraine: Einzelmeisterschaften | Herrendoppel | 1     | Valerij Strelcov / Konstantin Tatranov     |
| 1997   | Ukraine: Einzelmeisterschaften | Herrendoppel | 1     | Valerij Strelcov / Konstantin Tatranov     |
| 1998   | Volant d’Or de Toulouse        | Herreneinzel | 1     | Konstantin Tatranov                        |
| 1998   | Ukraine: Einzelmeisterschaften | Herrendoppel | 1     | Valerij Strelcov / Konstantin Tatranov     |
| 1999   | Weltmeisterschaft              | Herrendoppel | 17    | Valerij Strelcov / Konstantin Tatranov     |
| 1999   | Ukraine: Einzelmeisterschaften | Herrendoppel | 1     | Valerij Strelcov / Konstantin Tatranov     |
| 2001   | Weltmeisterschaft              | Mixed        | 17    | Konstantin Tatranov / Natalja Esipenko     |
| 2001   | Weltmeisterschaft              | Herrendoppel | 17    | Valerij Strelcov / Konstantin Tatranov     |
| 2001   | Ukraine: Einzelmeisterschaften | Herrendoppel | 1     | Vladislav Druzchenko / Konstantin Tatranov |